# Hot Wheels
Hot Wheels er et mærke af legetøjsbiler, der blev introduceret af den amerikanske legetøjsfabrikant Mattel i 1968. Det var primært en konkurrent til Matchbox til 1997, hvor Mattel købte Tyco Toys, der på dette tidspunkt ejede Matchbox.
Mange bilfabrikanter har siden givet licenser til Hot Wheels, så de kunne producere skalamodeller af deres biler, og de har givet tilladelser til at benytte blåtryk-tegninger og detaljer fra de oprindelige design. Selvom Hot Wheels oprindeligt var målrettet børn og unge, så er bilerne blevet en populær ting blandt voksne samlere. Til sidstnævnte kundegruppe er der fremstillet biler i begrænset oplag.